# Гірницьке болото
Гірницьке болото — гідрологічний заказник місцевого значення. Об'єкт розташований на території Ратнівського району Волинської області, ДП «Ратнівське ЛМГ» (Гірницьке лісництво, кв. 1, 2; кв. 5, вид. 2; кв. 6, вид. 1–2, 43, 44).
Площа — 120,5 га, статус отриманий у 1994 році.
Статус надано з метою охорони та збереження у природному стані болота сфагнового типу, де зростають береза повисла (Betula pendula), сосна звичайна (Pinus sylvestris), багно болотяне (Ledum palustre). Також трапляються рідкісні види рослин, занесених до Червоної книги України: ломикамінь болотний (Saxifraga hirculus), осока тонкокореневищна (Carex chordorrhiza).